# 白田切川
白田切川（しろたぎりがわ）は、 新潟県を流れる関川水系の一級河川である。1978年に大規模な土石流災害が発生した。

## 1978年の土石流災害

### 概要
1978年5月18日午前6時20分頃、赤倉山（妙高山の外輪山）の中腹において大規模な土砂崩壊（推定土砂量62万m3）が発生し、白田切川を流下した。同日午後1時40分頃にもほぼ同じ場所で崩壊（二次災害）が起きた。この災害により、国道18号や国鉄信越本線、帝国石油のガスパイプラインなどは寸断された。なお、信越本線は111日後に通行が再開された。

### 被害状況
- 死者13名・重傷1名
- 住家全壊12棟・半壊5棟・一部破損5棟
- 非住家全壊5棟・半壊3棟・破損1棟 [6]